# 57ª Brigata fucilieri motorizzata delle guardie "Krasnograd"
La 57ª Brigata autonoma fucilieri motorizzata delle guardie "Krasnograd" (in russo 57-я отдельная гвардейская мотострелковая Красноградская бригада?, 57-ja otdel'naja gvardejskaja motostrelkovaja Krasnogradskaja brigada, unità militare 46102) è un'unità di fanteria meccanizzata delle Forze terrestri russe, subordinata alla 5ª Armata combinata delle guardie del Distretto militare orientale e con base a Bikin.

## Storia

### Unione Sovietica
Le origini della brigata risalgono seconda formazione della 422ª Divisione fucilieri dell'Armata Rossa, costituita il 4 marzo 1942 presso l'attuale sede di Bikin richiamando in servizio riservisti del Territorio del Litorale. È stata la divisione con il numero più elevato a servire al fronte durante l'Operazione Barbarossa. Assegnata alla 35ª Armata, a luglio venne trasferita via ferrovia a ovest per andare a rinforzare la riserva del Fronte di Stalingrado. Il 15 agosto prese posizione sul fiume Don a sud di Stalingrado nei ranghi della 57ª Armata, con il compito di contrastare l'avanzata del XXXXVIII. Panzerkorps della 4. Panzerarmee. Il 21 agosto le unità tedesche cercarono di aprirsi un varco tra la 57ª Armata e l'adiacente 64ª Armata. La divisione venne quindi inviata a rinforzare il fianco dell'armata tenuto dalla 15ª Divisione fucilieri delle guardie, scontrandosi con la 24. Panzer-Division e subendo numerose perdite. Nei giorni successivi le truppe della Wehrmacht riuscirono ad avanzare 8 km, tuttavia i mortai e l'artiglieria delle divisioni sovietiche separarono i carri armati dalla fanteria e permisero a un contrattacco della 6ª Brigata corazzata di distruggere numerosi panzer nemici.
In seguito all'ingresso a Stalingrado della 6. Armee a metà settembre, la divisione mantenne una testa di ponte sulla sponda occidentale del Volga presso Beketovka e fu trasferita alla 64ª Armata. Il 19 settembre iniziò un attacco in direzione dei sobborghi meridionali della città. Un'ulteriore offensiva fu tentata all'inizio di ottobre, impiegando cinque divisioni di fucilieri e una brigata di fanteria di marina contro le posizioni della 371. Infanterie-Division. L'operazione ottenne minimi guadagni territoriali, ma riuscì a distrarre forze della 6. Armee dalla battaglia all'interno della città. Contemporaneamente il 1334º Reggimento della divisione, distaccato presso la 57ª Armata e rinforzato da altre unità di fanteria, carri armati e artiglieria, assaltò le posizioni della 1ª Divisione di fanteria rumena a sud del lago Sarpa nella notte fra il 28 e il 29 settembre, penetrando nelle difese nemiche e avanzando per oltre 5 km. L'intervento della 14. Panzer-Division riuscì a stabilizzare la situazione senza però riconquistare le posizioni perse, venendo inoltre distolta dalla propria missione di avanzare in direzione di Astrachan' o rinforzare Stalingrado.
In preparazione all'Operazione Urano la divisione al completo venne nuovamente riassegnata alla 57ª Armata. Il 20 novembre, supportata dalla 235ª Brigata corazzata e dal 176º Reggimento corazzato, assaltò le posizioni della 2ª Divisione di fanteria rumena, mettendola in rotta e avanzando di 8 km. La sera un contrattacco della 29. Infanterie-Division motorizzata respinse la divisione presso la città di Nariman. Il giorno seguente entrò in battaglia anche il 13º Corpo meccanizzato, mentre la divisione tedesca venne spostata più a nord verso Stalingrado. Nei giorni seguenti, dopo aver sfruttato la propria penetrazione verso ovest, la divisione si scontrò nuovamente con la 29. Infanterie-Division tedesca, venendo fermata all'altezza delle fortificazioni di Tsybenko e Kravcov.
A partire dal 10 gennaio 1943 la divisione prese parte all'Operazione Anello, sfondando le difese della 297. Infanterie-Division da ovest. Nei giorni successivi inflisse gravi perdite alla 376. Infanterie-Division, attaccata nelle retrovie da altre unità sovietiche, finché i sopravvissuti si arresero e i reparti di supporto fuggirono verso est. Dopo una breve pausa per riposarsi e rifornirsi, il 22 gennaio la divisione, insieme alla 15ª Divisione fucilieri delle guardie e alla 38ª Divisione fucilieri, avanzò lungo la ferrovia da Kalač-na-Donu per 6 km in direzione di Stalingrado. Dopo aver catturato il comandante e i resti della 297. Infanterie-Division, il 29 gennaio le tre divisioni entrarono nei sobborghi della città, occupando il centro medico della 6. Armee e facendo prigionieri numerosi ufficiali. Il giorno successivo l'unità raggiunse il centro cittadino, mentre il 31 gennaio il generale Friedrich Paulus si arrese alla 38ª Divisione fucilieri. Nelle due settimane successive la divisione contribuì alla liquidazione delle ultime sacche di resistenza tedesche. Il 28 febbraio passò alle dipendenze del Fronte di Voronež. Per il valore dimostrato in combattimento durante tutta la battaglia di Stalingrado, il 1º marzo la divisione venne promossa a unità delle guardie, diventando l'81ª Divisione fucilieri delle guardie.
Dopo aver trascorso marzo e aprile nelle retrovie per riposarsi, venne assegnata alla 7ª Armata delle guardie (ex 64ª Armata) e schierata nella parte meridionale del saliente di Kursk. Nel corso della battaglia di Kursk la divisione affrontò le unità del Distaccamento d'armata Kempf, respingendo inizialmente gli attacchi della 168. Infanterie-Division il 5 luglio. Il giorno successivo, in seguito alla penetrazione della 19. Panzer-Division nel varco fra la 78ª e l'81ª Divisione fucilieri delle guardie, quest'ultima venne attaccata al fianco e nelle retrovie e fu costretta a ripiegare. Nei giorni seguenti le posizioni avanzate della divisione furono completamente circondate dal III. Panzerkorps: nell'uscire dall'accerchiamento fu abbandonata quasi tutta l'artiglieria e rimasero in servizio soltanto 3000 uomini, il 20% dei quali disarmati. Riassegnata alla 69ª Armata il 9 luglio, dovette nuovamente ripiegare a causa della rotta di un reggimento adiacente e prese posizione sulla riva destra del Donec settentrionale. Dopo una pausa per rifornirsi, il III. Panzerkorps riprese gli attacchi l'11 luglio, conquistando due villaggi e bloccando la divisione contro il fiume. Questa riuscì a impedire a fermare la 19. Panzer-Division, ridotta a soltanto 14 carri armati operativi, ma l'attraversamento della 6. Panzer-Division più a nord compromise le posizioni sovietiche e costrinse il comando a inviare la 5ª Armata corazzata di rinforzo. L'81ª ricevette il supporto della 26ª Brigata corazzata delle guardie, ma nonostante ciò il morale della divisione, dopo una settimana di duri combattimenti e pesanti perdite, iniziò a cedere. Fra il 12 e il 17 luglio quasi 400 soldati vennero arrestati dai reparti di sbarramento per impedirne la fuga. Finalmente la divisione venne ritirata dal fronte nelle retrovie, dove iniziò un lungo processo di ricostituzione.
Dopo aver ripristinato la capacità di combattimento, la divisione venne nuovamente subordinata alla 7ª Armata delle guardie, alle dipendenze della quale combatté nella quarta battaglia di Char'kov. Il 19 settembre prese parte alla liberazione di Krasnodar, venendo per questo ufficialmente intitolata alla città. All'inizio del 1944 partecipò anche alla liberazione di Kirovograd, venendo insignita dell'Ordine della Bandiera Rossa l'8 gennaio. Da questa città la divisione partì durante l'offensiva Uman'-Botoșani, raggiungendo Pervomajs'k il 22 marzo insieme alla 72ª Divisione fucilieri della guardie. Entrata in Romania, il 24 aprile prese posizione a Iași, ma venne attaccata dalla 1ª Divisione rumena prima di essersi potuta trincerare e fu quindi costretta a cedere terreno prima di riuscire a fermare la penetrazione nemica. Il successivo contrattacco venne fermato dall'intervento della Divisione Großdeutschland, consentendo quindi alle forze dell'Asse di ritardare la successiva offensiva sovietica. Il 2 maggio la divisione andò all'attacco come parte del primo scaglione del proprio corpo, incontrando scarsa resistenza dalle truppe rumene. Grazie al supporto dei carri armati della 5ª Armata corazzata delle guardie, le unità della 7ª Armata delle guardie avanzarono di 10 km in direzione di Târgu Frumos, oltrepassando e isolando diversi caposaldi della Großdeutschland prima che un intervento della 3. SS-Panzerdivision stabilizzasse la situazione costringendo i sovietici ad arretrare. Il successivo tentativo di assalto si rivelò un totale fallimento e la divisione subì gravi perdite. Le unità si misero quindi sulla difensiva, mantenendo questa postura fino ad agosto inoltrato quando infine le forze tedesche in Romania vennero sconfitte e il 10 ottobre l'81ª Divisione entrò in Ungheria. A novembre, in previsione dell'ultima spinta verso Budapest, la divisione fu trasferita alla 53ª Armata. Per i meriti dimostrati durante la battaglia di Budapest, il 6 gennaio 1945 venne insignita dell'Ordine di Suvorov di II Classe. A maggio raggiunse Praga, dove terminò la seconda guerra mondiale.
Il 3 luglio 1946, durante la smobilitazione dell'Unione Sovietica, la divisione venne ridotta al rango di brigata, rinominata 9ª Brigata fucilieri delle guardie e schierata fra Hluchiv e Romny. Il 28 ottobre 1953 fu riportata al rango di divisione, riprendendo la numerazione originaria e venendo trasferita presso Arad alle dipendenze dell'Armata Meccanizzata Speciale. Da qui prese parte all'invasione sovietica dell'Ungheria nel 1956. Il 4 luglio 1957, a Bucarest, venne riorganizzata nell'81ª Divisione fucilieri motorizzata delle guardie (unità militare 82622); successivamente fu trasferita a Konotop, nel Distretto militare di Kiev. Nel 1969 venne inviata in estremo oriente, a Bikin, città dove era stata inizialmente formata nel 1942 e che è ancora oggi la sede dell'unità.

### Federazione Russa
In seguito alla dissoluzione dell'Unione Sovietica la divisione entrò a far parte delle Forze terrestri russe. Fra il 1997 e il 2001 fu inquadrato nella divisione l'882º Reggimento di fucilieri motorizzato, che in seguito sarebbe diventato la 64ª Brigata fucilieri motorizzata. Il 1 giugno 2009 l'unità venne riorganizzata nell'attuale 57ª Brigata fucilieri motorizzata delle guardie.
È stata impiegata durante l'invasione russa dell'Ucraina del 2022, venendo schierata nell'Ucraina orientale. A partire da aprile ha preso parte alla battaglia di Sjevjerodonec'k, attaccando la città da nord con due BTG. Dopo la caduta di Sjevjerodonec'k e Lysyčans'k la brigata è stata trasferita nelle retrovie del fronte nell'area di Popasna. A partire da dicembre 2022 ha combattuto nella battaglia di Bachmut, affiancando le unità del Gruppo Wagner e del VDV nell'offensiva a sud del centro abitato. Rimasta nella zona fra Kliščiїvka e il canale Donec-Donbass insieme alla 72ª Brigata fucilieri motorizzata dopo la caduta della città alla fine di maggio 2023, a partire da giugno si è scontrata con la 3ª Brigata d'assalto "Azov", venendo respinta a est del canale e subendo numerose perdite. Nei mesi successivi ha continuato a combattere a sud di Bachmut e i resti dell'unità, della 72ª Brigata fucilieri motorizzata e dell'83ª Brigata d'assalto aereo si sono ritirati da Kliščiїvka e Andriїvka il 25 luglio. Nel settembre successivo il capo di stato maggiore del 1º Battaglione fucilieri motorizzato, maggiore Serik Primchanov, è stato ucciso da un drone ucraino. In seguito l'unità si è assestata nei pressi del villaggio di Kurdjumivka, dove durante gli scontri con le truppe ucraine il 27 ottobre è morto in combattimento un comandante di battaglione della brigata, tenente colonnello Aleksandr Tjukavkin. Alla fine del 2023 la brigata è stata trasferita sul fronte di Vuhledar, dove durante la primavera del 2024 si è limitata a combattimenti posizionali insieme alla 36ª Brigata fucilieri motorizzata. Alla fine di settembre ha preso parte alla rinnovata offensiva su Vuhledar, raggiungendo la periferia meridionale della città difesa da oltre due anni dalla 72ª Brigata meccanizzata dopo che questa era stata costretta a cedere terreno ai fianchi sotto la pressione di numerose unità russe. In seguito alla conquista di Vuhledar la brigata ha proseguito l'offensiva verso nord, attaccando le posizioni difese dalla 79ª Brigata d'assalto aereo a sud di Kurachove.

## Struttura
- Comando di brigata[26]
- 1º Battaglione fucilieri motorizzato
- 2º Battaglione fucilieri motorizzato
- 3º Battaglione fucilieri motorizzato
- Battaglione corazzato (T-72B)
- Gruppo artiglieria
  - Batteria controllo e ricognizione di artiglieria
  - 1º Battaglione artiglieria semovente (2S1 Gvozdika)
  - 2º Battaglione artiglieria semovente (2S1 Gvozdika)
  - Battaglione artiglieria lanciarazzi (BM-21 Grad)
  - Battaglione artiglieria controcarri (MT-12 Rapira)
- Gruppo difesa aerea
  - Plotone controllo e ricognizione radar
  - Battaglione missilistico contraereo delle guardie (Tor-M2U)
  - Battaglione artiglieria missilistica contraerei (9K35 Strela-10 e ZSU-23-4 Shilka)
- Battaglione genio
- Battaglione ricognizione
- Battaglione comunicazioni
- Battaglione manutenzione
- Battaglione logistico
- Compagnia comando
- Compagnia guerra elettronica
- Compagnia UAV
- Compagnia difesa NBC
- Compagnia cecchini
- Compagnia medica

## Comandanti
- Maggior generale Ivan Morozov (1942-1944)
- Colonnello Michail Orlov (1944-1946)
- Maggior generale Vasilij Dalmatov (1946)
- Maggior generale Taras Gorobec (1946-1948)
- Maggior generale Akim Jakšin (1948-1953)
- Maggior generale Grigorij Sinčenko (1953-1958)
- Maggior generale Dionisij Tanasevskij (1958-1960)
- Maggior generale Ustin Drozdov (1960-1965)
- Colonnello Aleksandr Cymbal (1965-1966)
- Colonnello Aleksandr Sidorov (1966-1968)
- Colonnello Sergej Rjabov (1968-1971)
- Maggior generale Michail Poliščuk (1971-1974)
- Colonnello Nikolaj Pyšnik (1974-1978)
- Colonnello Oleg Saljukov (1994-1997)
- Colonnello Oleg Cekov (2007-2009)
- Colonnello Jakov Rezancev (2010-2011)
- Colonnello Aleksej Podivilov (2012-2014)